# Ljubljana-Domžale-Ljubljana TT
La Ljubljana-Domžale-Ljubljana TT es una contrarreloj individual femenina que se disputa en Eslovenia partiendo desde la ciudad de Ljubljana (capital eslovena) hacia la ciudad de Domžale y regresando nuevamente a Ljubljana.
La carrera fue creada en el año 2014 como competencia de categoría 1.2 del calendario internacional femenino de la UCI.

## Palmarés
| Año  | Ganador           | Segundo           | Tercero        |
| ---- | ----------------- | ----------------- | -------------- |
| 2014 | Martina Ritter    | Vera Koedooder    | Taryn Heather  |
| 2015 | Tatiana Antóshina | Ann-Sophie Duyck  | Jaime Nielsen  |
| 2016 | Ann-Sophie Duyck  | Olga Zabelínskaya | Claire Rose    |
| 2017 | Ann-Sophie Duyck  | Eugenia Bujak     | Elinor Barker  |
| 2018 | Olga Zabelínskaya | Hayley Simmonds   | Eugenia Bujak  |
| 2019 | Marlen Reusser    | Olga Zabelínskaya | Vittoria Bussi |

## Palmarés por países
| País    | Victorias |
| ------- | --------- |
| Bélgica | 2         |
| Rusia   | 2         |
| Austria | 1         |
| Suiza   | 1         |